# 49 f.Kr.

## Händelser

### Efter plats

#### Romerska republiken
- Lucius Cornelius Lentulus Crus och Gaius Claudius Marcellus Maior blir konsuler i Rom.
- 1 januari – Den romerska senaten får ett förslag från Julius Caesar att han och Pompeius skall lägga ner befälet samtidigt. Senaten svarar att Caesar omedelbart måste lägga ner sitt befäl.
- 10 januari – Caesar leder sin armé över gränsfloden Rubicon, vilken utgör gräns mellan hans område (Gallia Cisalpina) och senatens (Italien), vilket inleder det stora romerska inbördeskriget. Vid denna övergång yttrar han de berömda orden "Alea iacta est" ("Tärningen är kastad"). Som svar på handlingen antar senaten senatus consultum ultimum [1].
- Februari – Pompeius flyr till Epirus (i västra Grekland) med det mesta av senaten.
- 9 mars – Caesar rycker fram mot Pompeius styrkor i Spanien.
- 19 april – Caesar börjar belägra Massilia, vars försvar leds av Lucius Domitius Ahenobarbus; ledningen för belägringen överlåts senare åt Gaius Trebonius.
- Juni – Caesar anländer till Spanien och erövrar de pyreneiska passen från Pompeius män L. Afranius och M. Petreius.
- 7 juni – Cicero tar sig ut ur Italien och flyr till Thessaloniki.
- 30 juli – Caesar omringar Afranius och Petreius armé i Ilerda.
- 2 augusti – Pompeius män i Ilerda kapitulerar till Caesar.
- 24 augusti – Caesars general Gaius Scribonius Curio besegras i Nordafrika av Pompeius armé under Attius Varus och kung Juba I av Numidien (som han har besegrat redan tidigare i slaget vid Utica) i slaget vid Bagradas och begår därvid självmord.
- September – Decimus Brutus, en av Caesars män, besegrar Pompeius flotta i slaget vid Massilia, medan Caesars flotta i Adriatiska havet besegras nära Curicta (Krk).
- 6 september – Massilia kapitulerar till Caesar, som återvänder från Spanien.
- Oktober – Caesar utnämns till diktator i Rom.

## Avlidna
- Gaius Scribonius Curio, romersk general (självmord)
- Han Xuandi, kejsare av den kinesiska Handynastin

### Fotnoter
1. ↑  Det hände i dag